# 니드 포 스피드 II
《니드 포 스피드 II》(Need for Speed II, 일본 출시명: Over Drivin' II)는 1997년 출시된 레이싱 비디오 게임이다. 니드 포 스피드 시리즈의 일부이자 이 시리즈의 두 번째 게임으로, 더 니드 포 스피드(Road & Track Presents: The Need for Speed)의 뒤를 잇는다.

## 반응
니드 포 스피드 II는 여러 복합적인 반응을 얻었다.

### 스페셜 에디션
미국에서는 1997년 11월 6일, 일본과 유럽에서는 1998년 2월 2일에 출시된 니드 포 스피드 II 스페셜 에디션은 1개의 레이스 트랙, 4대의 자동차, 3대의 보너스 카, "와일드"라는 새로운 드라이빙 스타일, 3dfx 글라이드 하드웨어 가속 지원을 포함한다.